# Hôtel Le Ferron
Ne doit pas être confondu avec hôtel de Ferron.
L’hôtel Le Ferron est un hôtel particulier situé à Paris en France.

## Localisation
Il est situé aux 20 rue des Quatre-Fils et 9 ruelle Sourdis, dans le 3e arrondissement de Paris. 

## Histoire

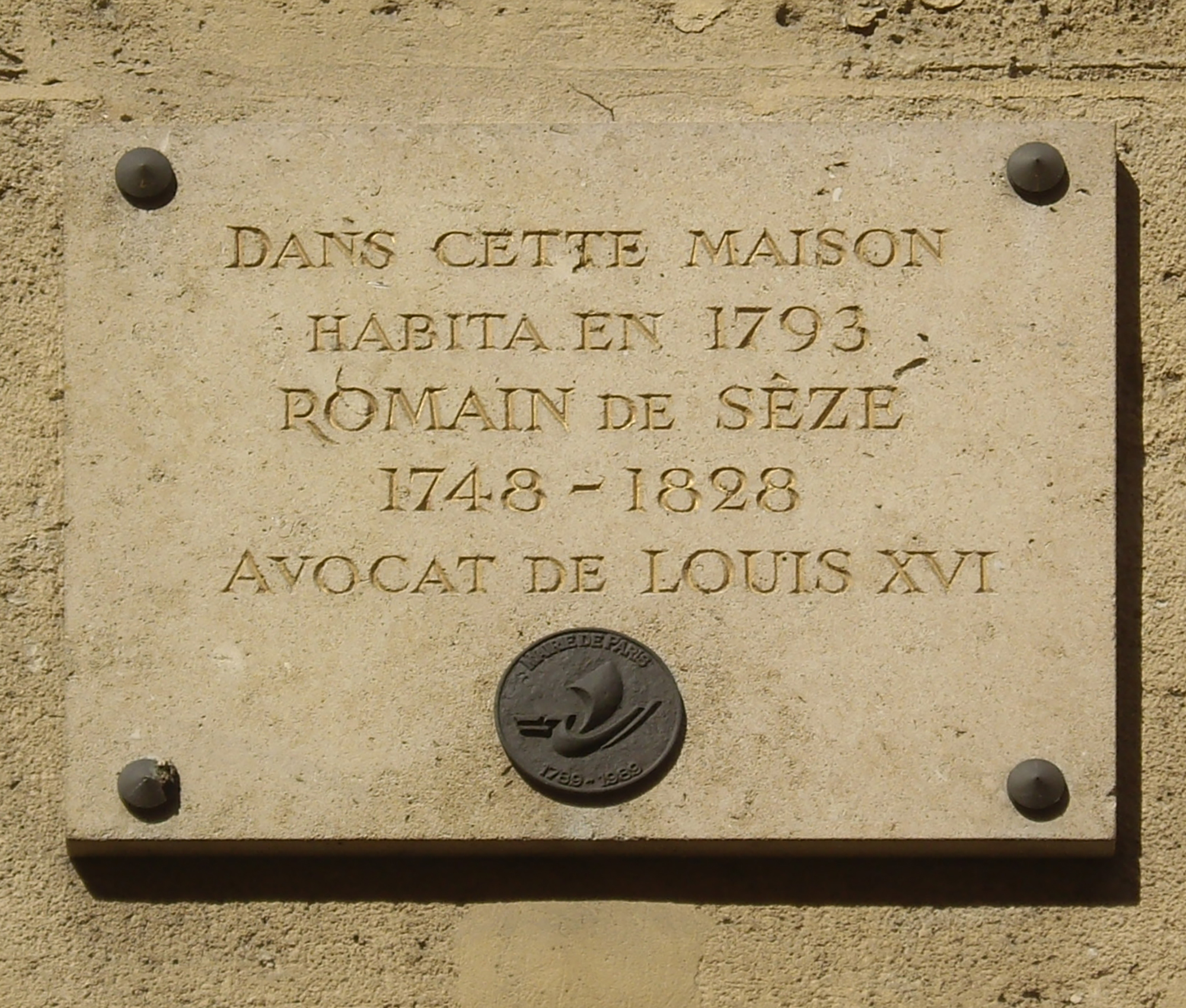
Plaque commémorative.

Cet hôtel fut acheté en 1719 par Nicolas Le Féron et reconstruit en 1732-1734 par René Berger, receveur général et payeur des rentes de la Ville de Paris, vendu en 1775 à un ancien notaire Garnier-Deschenes puis acquis par Romain de Sèze, un des avocats de Louis XVI, Pair de France sous la Restauration qui y meurt en 1828.
Ce bâtiment fait l’objet d’une inscription au titre des monuments historiques depuis le 15 décembre 1961.